# Billy Backus
Harold William Backus, meglio conosciuto come Billy Backus (Canastota, 5 marzo 1943), è un ex pugile statunitense, nipote del grande Carmen Basilio. Fu campione mondiale dei pesi welter tra il 1970 e il 1971 dopo aver avuto una partenza di carriera molto incerta. Basilio dichiarò che il giorno in cui Backus divenne campione fu per lui più bello di quando lo divenne lui stesso.

## Carriera
Mancino, esordì tra i professionisti il 16 settembre 1961 a soli diciotto anni battendo Ike Anthony per Knock-out tecnico al secondo round.
Conquistò inaspettatamente il titolo mondiale dei welter il 3 dicembre 1970 a Syracuse battendo il cubano José Nápoles, uno dei più grandi pugili di tutti i tempi. Già al primo round i contendenti si erano feriti a vicenda un'arcata sopracciliare. Nápoles si era aggiudicato le prime due riprese ma, durante l'intervallo tra il 3º e il 4º round, i suoi secondi non riuscirono a tamponare adeguatamente la sua ferita all'occhio sinistro. Al minuto 0:55 del quarto round, l'arbitro interruppe il combattimento dichiarando l'impossibilità per il detentore di proseguire l'incontro e assegnò vittoria e titolo allo sfidante. La rivista statunitense Ring Magazine nominò il match upset of the year del 1970, ritenendolo quello conclusosi nel modo più contrario alle aspettative generali, sconvolgendo ogni previsione.
Billy Backus perse il titolo nel match di rivincita sei mesi dopo a Inglewood. Nàpoles lo mise due volte al tappeto  dopo averlo gravemente ferito all'arcata destra. Una volta rialzatosi, il medico vietò la ripresa del match e l'arbitro non poté far altro che assegnare la vittoria al cubano per Kot all'ottava ripresa. 
Nel 1972 la Commissione Atletica dello Stato di New York, non riconoscendo più Nápoles come campione del mondo, allestì un match per l'attribuzione del titolo tra Backus ed Hedgemon Lewis. L'incontro, così come la rivincita, fu appannaggio di Lewis ma non vi fu altro seguito, ai fini del campionato mondiale.
Due anni dopo Backus intraprese una tournée in Europa con deludenti risultati. Perse ai punti in dodici riprese dal campione europeo dei welter Roger Menetrey. Batté l’ex campione europeo dei superwelter Jacques Kechichian, per abbandono al 5º round. Fu infine sconfitto per knock-out tecnico al terzo round dal tedesco Eckhard Dagge, futuro campione del mondo dei superwelter.
L'11 aprile 1975, a Melbourne, fu messo KO al 5º round da Rocky Mattioli, anche lui futuro campione del mondo dei pesi superwelter. 
Nel 1977 sul ring di Syracuse Backus incontrò il brasiliano Everaldo Costa Azevedo, già sfidante di Bruno Arcari per il titolo WBC dei superleggeri. Il verdetto finale fu di perfetta parità, con un giudice a testa per i due contendenti e uno che si era espresso per il pari.
Combatté un’ultima volta il 20 maggio 1978, a trentacinque anni, per il titolo mondiale WBA dei pesi welter contro un altro fuoriclasse, il messicano Pipino Cuevas. Fu sconfitto per Kot al secondo round. Poi appese i guantoni al chiodo.

## Dopo il ritiro
Nel 1990, per iniziativa di Billy Backus, suo zio Carmen Basilio e di Ed Brophy, fu inaugurata a Canastota, città natale dello stesso Backus, una nuova sede per l’International Boxing Hall of Fame (IBHOF).